# Miasteczko (Białoruś)
Kowale (biał. Мястэчка; ros. Местечко) – wieś na Białorusi, w obwodzie witebskim, w rejonie postawskim, w sielsowiecie Juńki.

## Historia
W czasach zaborów wieś włościańska w granicach Imperium Rosyjskiego.
W dwudziestoleciu międzywojennym wieś leżała w Polsce, w województwie wileńskim, w powiecie duniłowickim (od 1926 postawskim), w gminie Mańkowicze (od 1927 gmina Hruzdowo).
Według Powszechnego Spisu Ludności z 1921 roku zamieszkiwały tu 223 osoby, 29 było wyznania rzymskokatolickiego, a 194 prawosławnego. Jednocześnie 17 mieszkańców zadeklarowało polską, a 206 białoruską przynależność narodową. Było tu 49 budynków mieszkalnych. W 1931 w 49 domach zamieszkiwało 216 osób.
Miejscowość należała do parafii rzymskokatolickiej w Hruzdowie i prawosławnej w Mańkowiczach. Podlegała pod Sąd Grodzki w Postawach i Okręgowy w Wilnie; właściwy urząd pocztowy mieścił się w Mańkowiczach.
W 1938 roku miejscowość należała do gromady Mańkowicze gminy Hruzdowo.
Po agresji ZSRR na Polskę w 1939 roku wieś znalazła się w granicach BSRR. W latach 1941–1944 była pod okupacją niemiecką. Następnie leżała w BSRR. Od 1991 roku w Republice Białorusi.